# Integralismo politico
In politica, con il termine integralismo, si identifica generalmente la tendenza a ricercare l'unità nelle scelte e nelle valutazioni politiche, eliminando il pluralismo (nel migliore dei casi attraverso mediazioni). Per integralismo si intende, solitamente, il tentare di imporre agli altri il proprio modello di vita, ritenuto, a torto o a ragione, il più adatto alla società.  L'integralismo può sfociare nell'intolleranza, nel rifiuto di ogni critica (anche ironica o satirica) o addirittura nel rifiuto della democrazia. 
Dell'integralismo in politica esistono (o sono storicamente esistite) almeno 2 differenti e per certi versi contrastanti visioni.

## Applicazioni di una visione integralista
L'integralismo politico arriva, nella sua applicazione portata alle conseguenze estreme, a forme totalitarie o dittatoriali di organizzazione statale. Se si tratta di semplici organizzazioni o partiti politici si può arrivare a sminuire l'avversario sino a caricarlo di molti significati negativi. In entrambi i casi il leader, o il gruppo alla guida, sono visti come esempi positivi da imitare. Per certi aspetti l'integralismo è il fallimento del dialogo. Secondo Robert Dahl, quando i partiti democratici sono in crisi, subentra il dominio dei demagoghi o delle fazioni.

### Nazionalismo integrale
Un atteggiamento integralista può sfociare in una visione ideologica secondo cui la società è un insieme organico, che richiede una gerarchia sociale e una cooperazione tra le classi sociali.
Spesso visto come credo nella ideologia del Sangue e Terra, questa forma di integralismo sostiene che le migliori istituzioni politiche per una data nazione differiranno in base alla sua storia, la sua cultura ed il suo clima. La collettività è formata da membri di un'unica stirpe e la sua conseguenza estrema è l'odio razziale. L'integralismo solitamente appoggia una chiesa nazionale.
Esempi di nazionalismo integrale, nel 1900, sono le dittature tedesca, italiana e spagnola, unite da una comune visione del mondo, pur nelle loro specifiche diversità. La dittatura italiana fascista, in particolare, ha avuto momenti di vero e proprio protezionismo ed autarchia. In altri paesi si sono instaurate dittature fasciste per esempio in Cile e in Argentina.

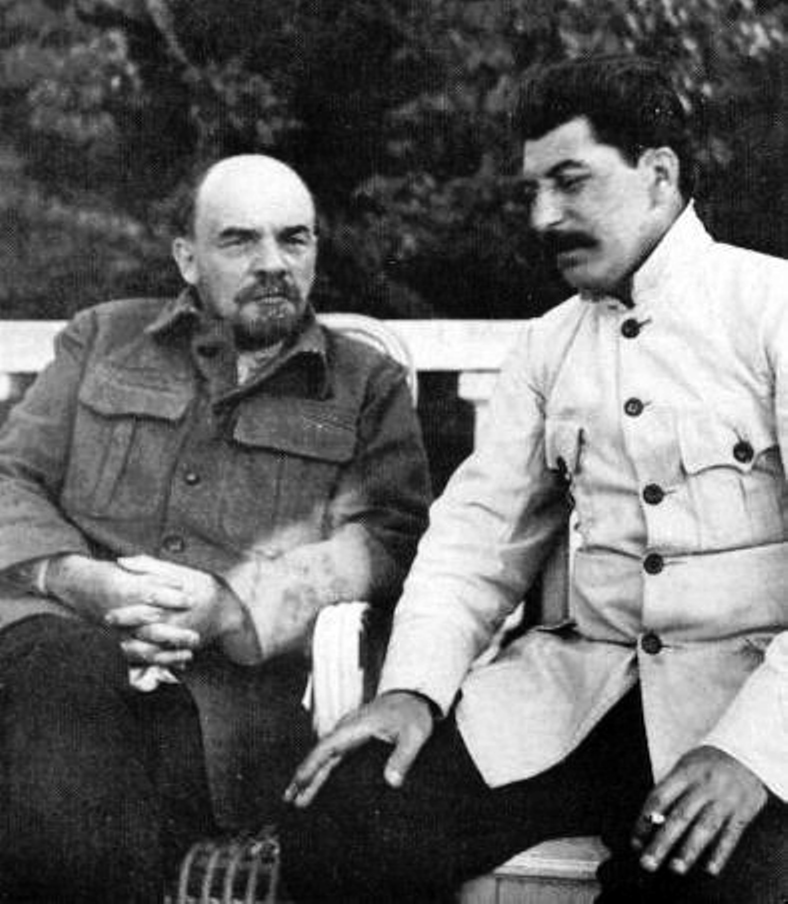
Lenin e Stalin nel 1922 a Gorki.

### Unitarismo
Un altro esempio di integralismo è l'integralismo socialista o unitarismo dei primi anni del XX secolo: in tal caso integralismo ha un significato politico che si riferisce all'unione delle diverse correnti del socialismo. La rivoluzione di ottobre impone al mondo una nuova idea di Unitarismo socialista, e Mosca ne è la culla.
L'integralismo socialista e comunista sono descritte nel Congresso dell'Internazionale comunista citato da Antonio Gramsci nella pubblicazione "L'Ordine Nuovo", del dicembre 1920.
Dittature di tipo comunista si sono avute a Cuba ed in molti paesi dell'Europa orientale. Anche la Cina ha avuto un'esperienza simile, ma che si differenzia da quelle citate per alcune particolarità culturali e tradizionali del popolo cinese.